# Roeselia nitida
Roeselia nitida är en fjärilsart som beskrevs av George Francis Hampson 1894. Roeselia nitida ingår i släktet Roeselia och familjen trågspinnare. Inga underarter finns listade.